# زیمیان
زیمیان (به انگلیسی: ximian) (هلیکس کد سابق) و با نام اصلی پشتیبانی جهانی گنوم، شرکت آمریکایی بود که به تولید، فروش و پشتیبانی نرم‌افزار برای سیستم‌های لینوکسی و یونیکسی بر اساس گنوم مشغول بود.
این شرکت بوسیله میگل ایکازا و نت فریدمن در سال ۱۹۹۹ به وجود آمد و در سال ۲۰۰۳ به نوول فروخته شد. نوول به توسعه محصولات اصلی زیمیان ادامه داد، در حالی که پشتیبانی از محصولات خود مانند GroupWise و ZENworks را اضافه کرد.

## تاریخچه
میگل ایکازا مدت کوتاهی قبل از شروع پروژه گنوم در سال ۱۹۹۷ مصاحبه شغلی با شرکت مایکروسافت داشت، در مایکروسافت با نت فریدمن آشنا شد که به عنوان کارآموز فعالیت می‌کرد. این دو بعداً به دوستان خوبی تبدیل شدند.
در آوریل ۱۹۹۹ فریدمن به ایده ایجاد شر کتی برای کار بر روی محصولات گنوم رسید، شرکت در ۱۹ اکتبر سال ۱۹۹۹ با اسم پشتیبانی جهانی گنوم پایه‌گذاری شد ولی اسم شرکت به هلیکس کد تغییر کرد. و در نهایت به دلیل نماد بازرگانی، نام شرکت در تاریخ ۱۰ ژانویه ۲۰۰۱ به زیمیان تغییر کرد.
نت فریدمن از زمان پایه‌گذاری شرکت تا سال ۲۰۰۱ یعنی زمانی که دیوید پاتریک به عنوان مدیر عامل اجرایی به شرکت آمد، این مقام را در اختیار داشت. بعد از این تاریخ جایگاه معاونت مدیر محصول را به عهده گرفت. روش کسب درآمد شرکت بر اساس فراهم کردن مخلوطی از نرم‌افزارهای آزاد و انحصاری، راهکارها و سرویس‌ها بود. زیمیان از پایه‌گذاران بنیاد گنوم و کنسرسیوم دسکتاپ لینوکس بود.